# V. S. Varadarajan

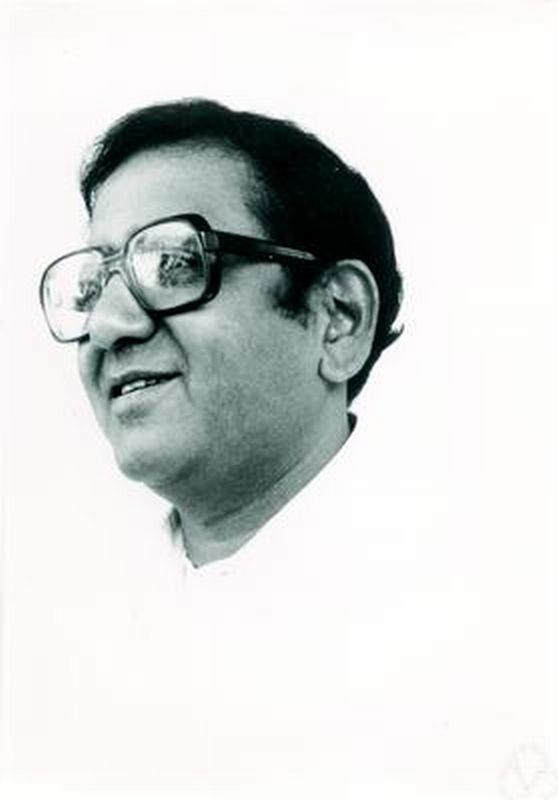
V.S. Varadarajan

V.S. Varadarajan (Veeravalli Seshadri Varadarajan; Bangalore, 1937) é um matemático indiano-estadunidense.

## Vida
Varadarajan estudou na Universidade de Madras (na época Presidential College) obtendo o diploma de bacharelado em 1957. Conclui seu doutorado em 1959 no Indian Statistical Institute, orientado por Calyampudi Radhakrishna Rao, com a tese Convergence of Stochastic Processes. Esteve depois na Universidade de Washington em Seattle e em 1968 no Instituto de Estudos Avançados de Princeton, seguindo depois para a Universidade da Califórnia em Los Angeles (UCLA), onde foi professor.
Recebeu a Medalha Onsager de 1998. Em 1992, recebeu o título de doutor honoris causa da Universidade de Genebra. Foi fellow na American Mathematical Society e editor dos Collected Works de Harish-Chandra (1984).
Faleceu em 25 de abril de 2019

## Publicações selecionadas
- com K.R. Parthasarathy, R. Rangarao: Representations of Complex Semisimple Lie Groups and Lie Algebras, Annals of Mathematics, Volume 85, 1967, p. 383–429
- com Thomas J. Enright: On an Infinitesimal Characterization of the Discrete Series, Annals of Mathematics, Volume 102, 1975, p. 1–15
- com P.C. Trombi Spherical transforms of semisimple Lie groups, Annals of Mathematics, Volume 94, 1971, p. 246–303
- Geometry of Quantum Theory, 2 Volumes, New York: Van Nostrand, 1968, 1970, 2. Edição 1985, Reprint Springer Verlag 2006
- Lie Groups, Lie Algebras and their Representations, Springer Verlag 1984 (primeiro Prentice-Hall 1974)
- An introduction to harmonic analysis on semisimple Lie groups, Cambridge University Press 1999
- Selected Works of V.S. Varadarajan, American Mathematical Society 1999
- Editor com Robert S. Doran: The mathematical legacy of Harish-Chandra: A celebration of representation theory and harmonic analysis, Proc. Symp. Pure Math., American Mathematical Society 2000
- Euler through time: a new look at old themes, American Mathematical Society 2006
- Supersymmetry for Mathematicians, American Mathematical Society 2004
- Algebra in ancient and modern times, American Mathematical Society 1998
- Harmonic Analysis on Real Reductive Groups, Lecture Notes in Mathematics 576, Springer Verlag 1977
- Reflections on Quanta, Symmetries and Supersymmetries, Springer Verlag 2011
- com Donald Babbitt: Local moduli for meromorphic differential equations, Asterisque, Volume 169/170, 1989
- com Donald Babbitt: Deformations of nilpotent matrices over rings and reduction of analytic families of meromorphic differential equations, Memoirs AMS, 1985
- com Ramesh Gangolli: Harmonic analysis of spherical functions on real reductive groups, Ergebnisse der Mathematik und ihrer Grenzgebiete, Springer Verlag 1988